# Bahnhof Liljeholmen

Der Bahnhof Liljeholmen war ein Bahnhof an der Västra stambana in der schwedischen Landkommune Brännkyrka. Innerhalb der Landkommune wurde am 4. Juli 1884 die Gemeinde Liljeholmen gegründet. Mit der Auflösung der Landkommune Brännkyrka am 1. Januar 1913 wurde Liljeholmen ein Stadtteil von Stockholm.
An den Bahnhof waren ein Bahnbetriebswerk und die Hauptwerkstätte von Statens Järnvägar (SJ) angeschlossen. Der Bahnhof wurde am 1. Dezember 1860 für den Personenverkehr eröffnet und 1929 geschlossen. Danach wurde die Anlage bis zur endgültigen Betriebseinstellung 1998 als Güterbahnhof genutzt. Die Gleisanlagen wurden weitgehend abgerissen. 2018 waren nur noch eine Anschlussgleis sowie einige Freileitungsmasten und das ehemalige Frachtterminalgebäude am Kai vorhanden.

## Geschichte

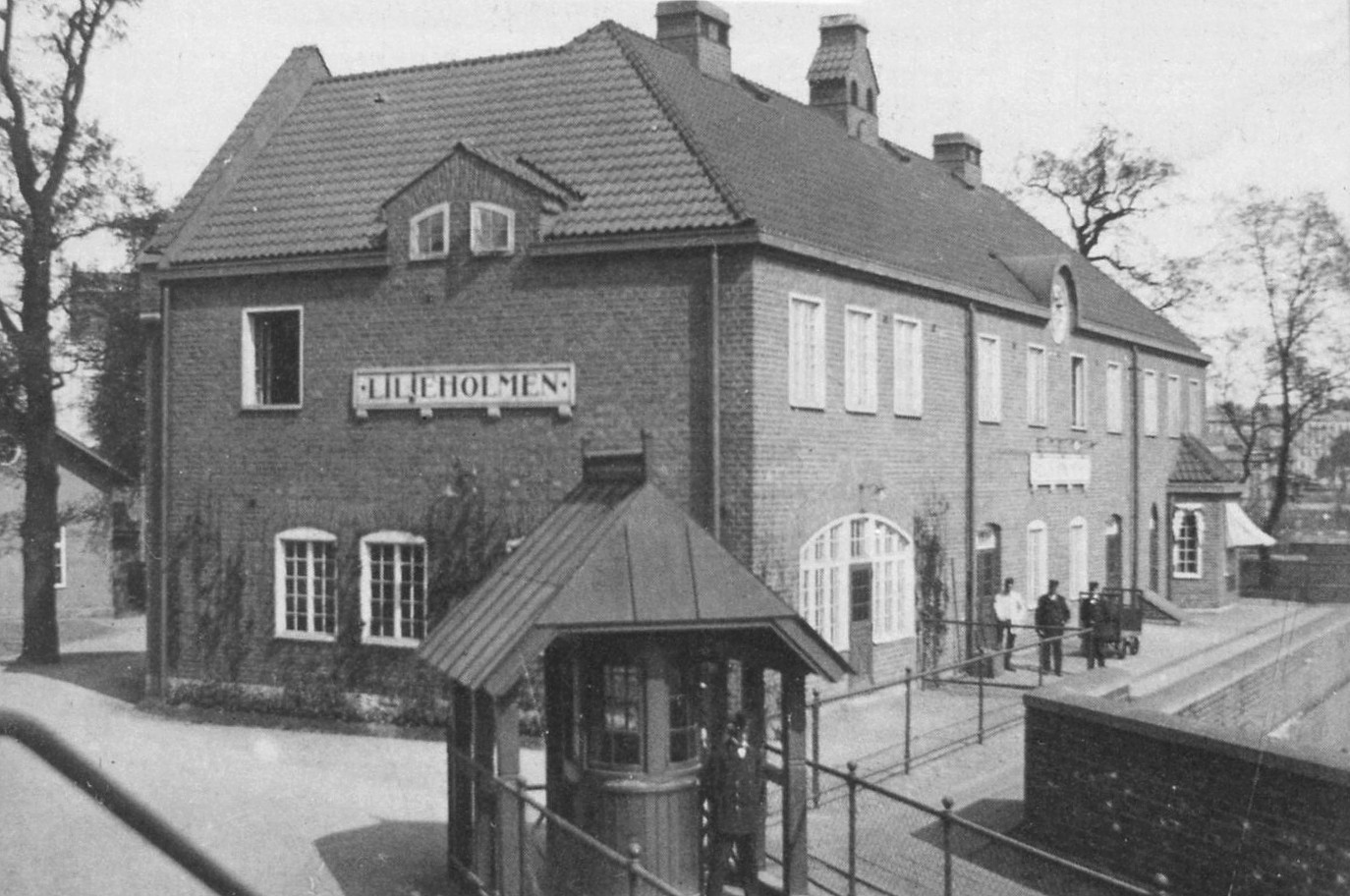
Bahnhofsgebäude Liljeholmen etwa 1911

Als die Eisenbahn 1860 durch die Eröffnung der Västra stambana von Södertälje aus die Region Stockholm erreichte, wurde Liljeholmen zu einem wichtigen Bahnhof. Mehrere Jahre dauerten die Sprengungen am Nybodaberget, um den ersten Nybodatunnel fertigzustellen. Erbaut wurde auch die 270 Meter lange Verbindung über den Liljeholmsviken mittels eines Dammes und einer Drehbrücke. Das Ufer wurde mit 115.100 m³ Füllmasse befestigt, die unter anderem aus dem Nyboda-Tunnel entnommen worden war.
Etwas südlich davon wurde der Bahnhof Liljeholmen gebaut, der sich genau zwischen dem Bahnhof Älvsjö und dem Stockholmer Zentrum befand (vier Kilometer in jede Richtung). Anfangs war das Bahnhofsgebäude in Liljeholmen eine kleine rote Holzbaracke. Die Eisenbahn trug dazu bei, dass sich viele Industriebetriebe im nördlichen Teil von Liljeholmen niederließen. Das Gebiet am Bahnhof Liljeholmen wurde zu einer Drehscheibe für die Bewohner des nördlichen Brännkyrka.
Das ältere Bahnhofsgebäude war bis September 1909 in Gebrauch. 1911 wurde ein neues repräsentatives rotes Backsteingebäude am Södertäljevägen in Betrieb genommen, das nach Zeichnungen des Chefarchitekten der SJ, Folke Zetterwall, gebaut wurde. Gleichzeitig wurde der Bau des Nybodatunnels Nr. 2 als zweite Spur nach Stockholm hinzugefügt. Anfangs hatte der Bahnhof zwei Durchgangsgleise, ein Ausziehgleis in Richtung Liljeholmsviken und zwei Gütergleise. Im Laufe der Zeit nahm der Verkehr zu und es wurden immer mehr Gleise hinzugefügt. Zu den Aufgaben des Bahnhofs von Liljeholmen gehörte die Abwicklung des Post- und des Telegraphenverkehrs, bis Liljeholmen 1904 ein eigenes Postamt erhielt.

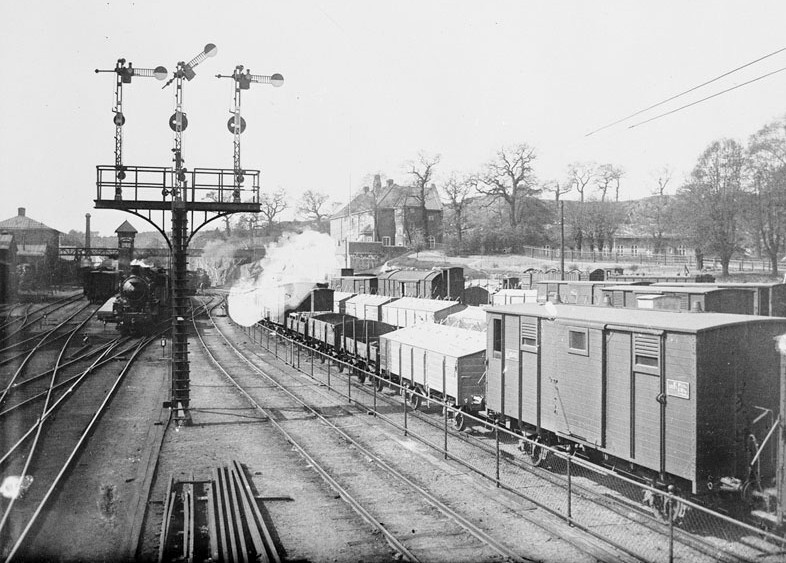
Ansicht von Süden, 1911
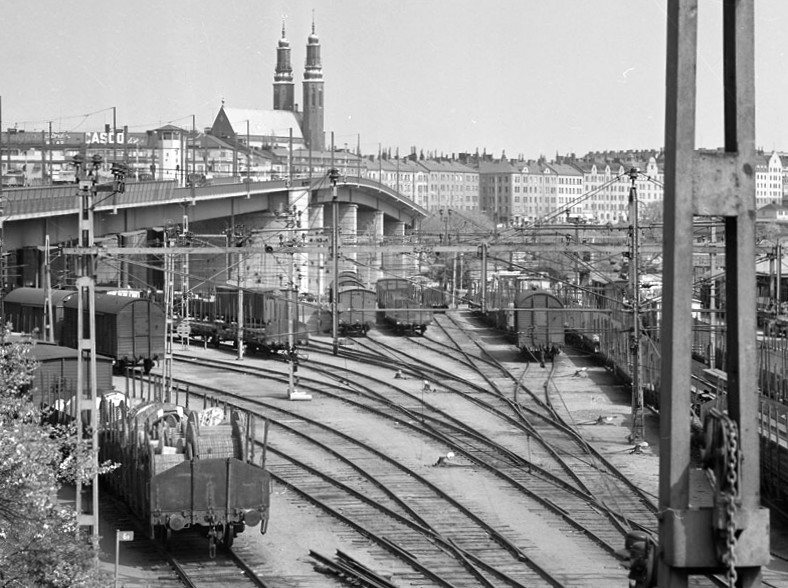
Ansicht von Norden, 1959
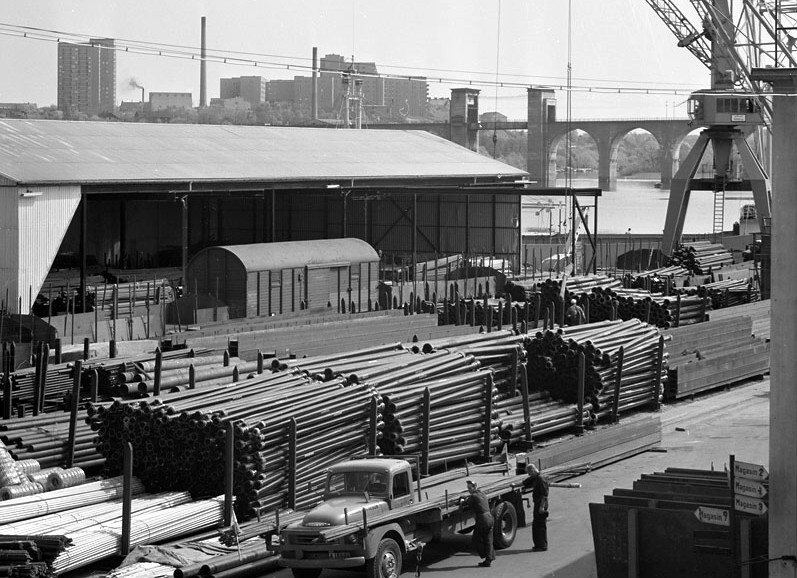
Ansicht von Osten, 1959
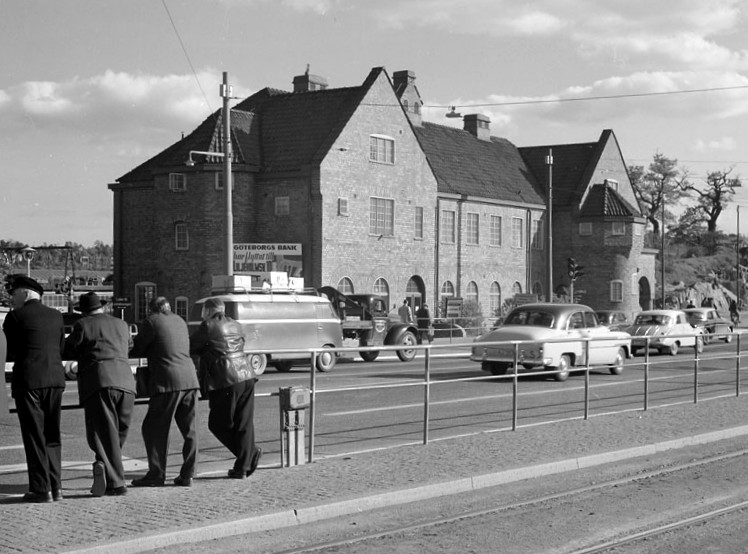
Bahnhofsgebäude 1959

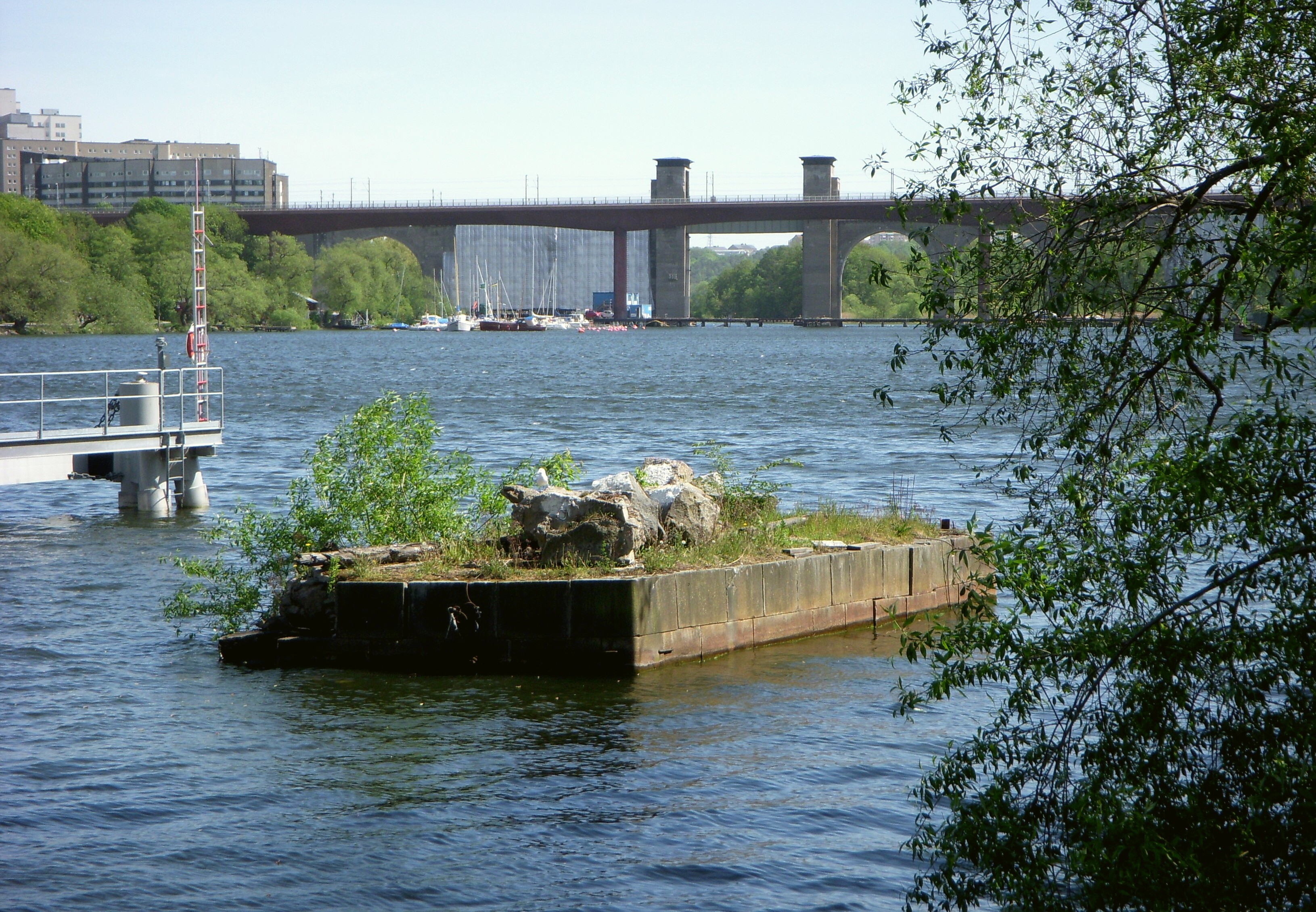
Fundamentreste der alten Klappbrücke, im Hintergrund die Årstabroarna (2009)

1923 begannen die Planungen zur Umstrukturierung der Västra stambana und damit für wesentliche Änderungen an den Bahnhofsanlagen. Das Projekt schloss den Hammarbyleden ein, der zwischen 1918 und 1925 von der Stadt Stockholm gebaut wurde. Damit begann ein großes Infrastrukturprojekt im Süden Stockholms, das die Klappbrücken Danviksbron (1922 eingeweiht), Skansbron (1925 eingeweiht) und Liljeholmsbron (1928 eingeweiht) sowie die Hochbrücke Årstabron (1929 eingeweiht) und Kanal- und Schleusenanlagen wie Hammarbyslussen und Danvikskanalen (eingeweiht 1930) umfasste.
Das Projekt befreite die Nils Ericsons sluss vom Schiffsverkehr, der nun über Hammarbyleden und Danvikskanalen führte. Die Västra Stambana konnte auf einer hohen Brücke zum Stockholmer Südbahnhof geführt werden. Dies bedeutete das Ende des Bahnhofs von Liljeholmen als Haltestelle für den Fahrgastverkehr der SJ von und nach Stockholm. Der Bahnhof wurde am 26. November 1929 für den Personenverkehr geschlossen. Kurz darauf wurde die alte Drehbrücke einschließlich des Bahndammes über den Liljeholmsviken abgerissen. Kleinere Überreste der Brückenstütze und des Dammes sind noch zu sehen.
Das alte Bahnhofsgebäude blieb bis 1959 erhalten. Dann wurde es für Straßenbauten abgerissen. Södertäljevägen wurde erweitert, die Fahrspuren der Liljeholmsbron verdoppelt und eine kreuzungsfreie Verbindung nach Liljeholmen gebaut. Das Bahnhofsgebäude wurde zuletzt als Bürogebäude sowie für eine Filiale der Götabanken verwendet. Als Frachtterminal blieb der Bahnhof erhalten, dieses wurde jedoch dem Bahnhof Älvsjö unterstellt.

## Umgebungskarten

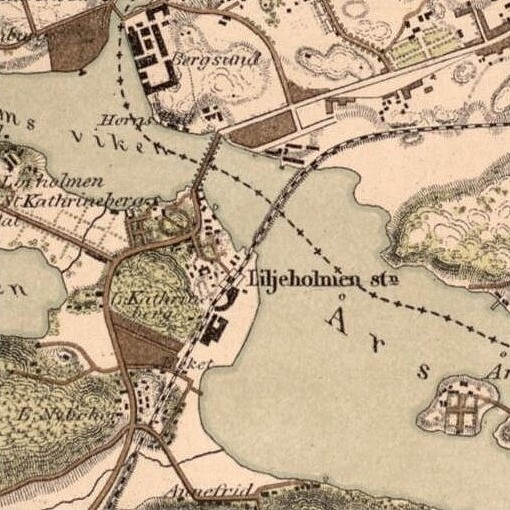
1880
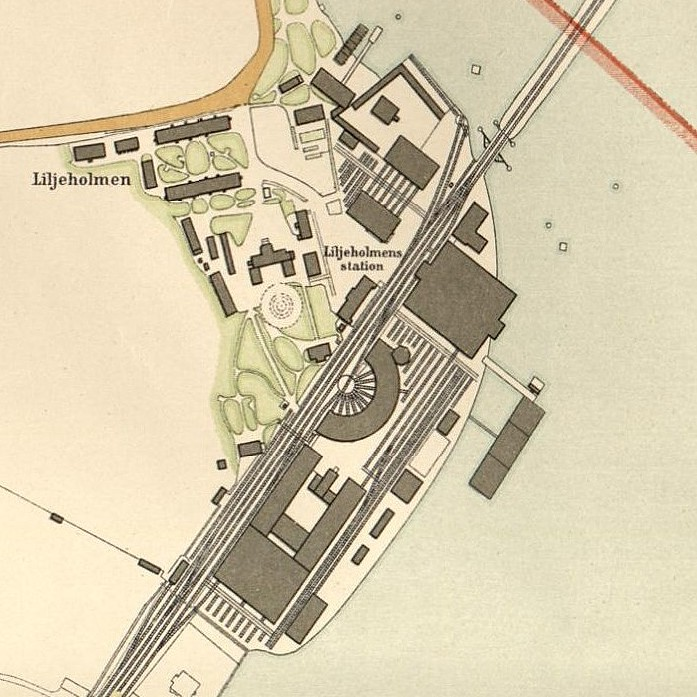
1899
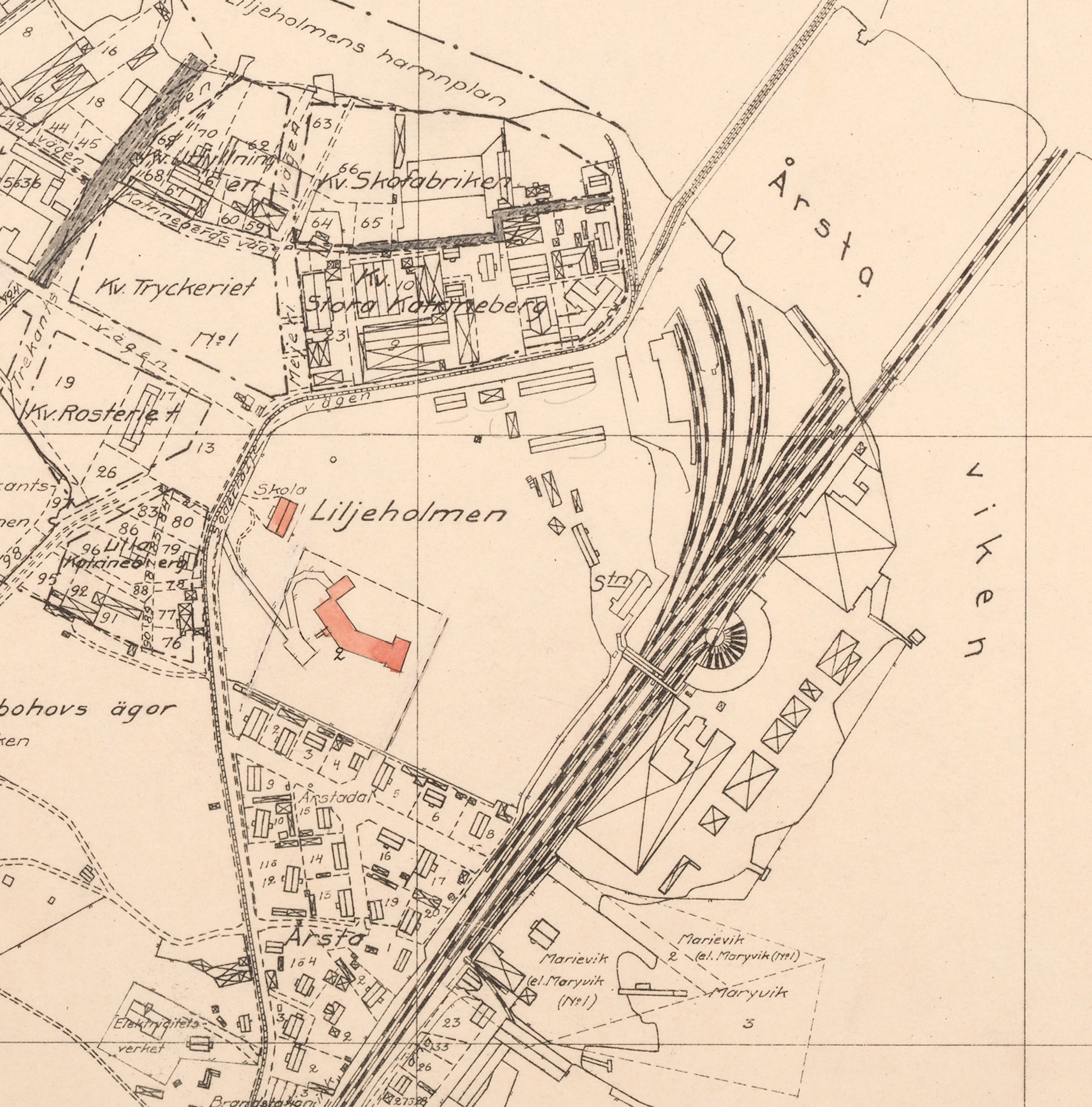
1912
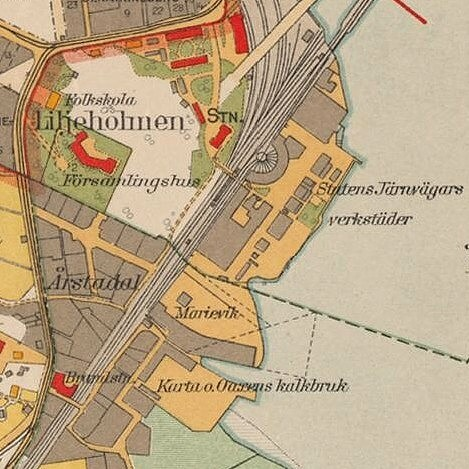
1934
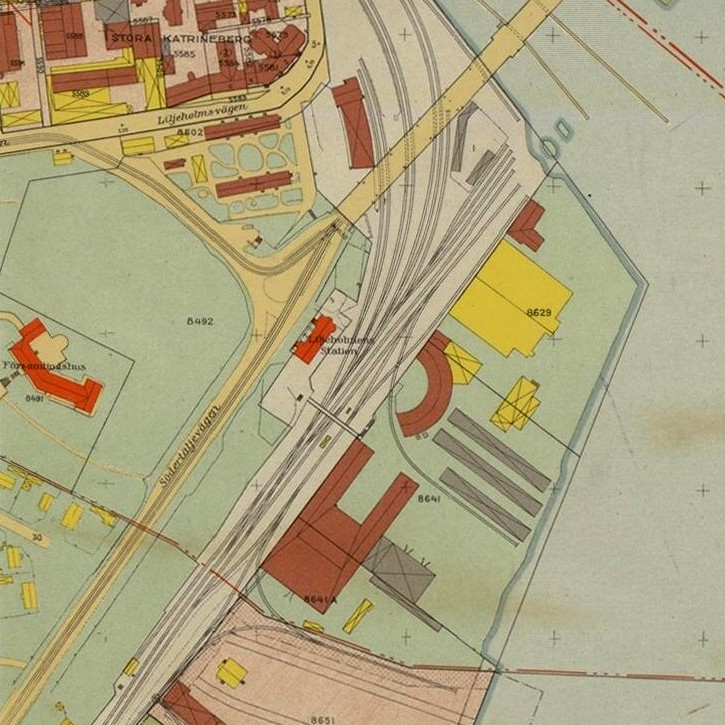
1940

## Güterbahnhof Liljeholmen

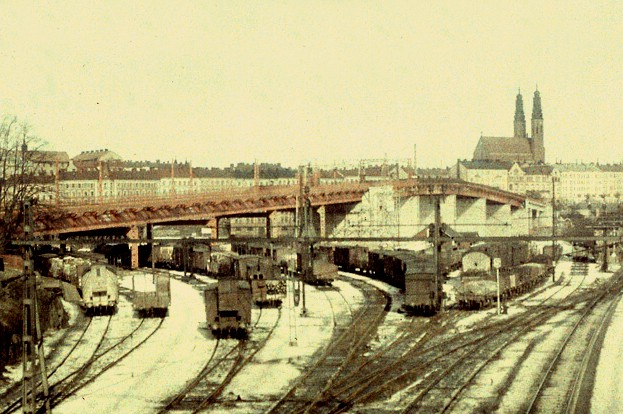
Bahnhofsgelände (1928)

1900 wurde ein Frachtlager eingerichtet und um 1910 ein neues Gebäude für den Güterbahnhof fertiggestellt, das ebenfalls aus rotem Backstein gebaut und von Zetterwall entworfen wurde. Hier war Platz für Waren, Personal und die Unterkunft des Dienststellenleiters. Dieses Gebäude ist das einzige, das 2018 noch erhalten war. Das Bahnhofgebiet von Liljeholmen wurde erst 1930/1931 elektrifiziert, während die Elektrifizierung der Västra Stambana bereits 1926 abgeschlossen war. Der Güterverkehr nahm zu und neue Industriegleise wurden sowohl westlich entlang Liljeholmsviken (Liljeholmshamnen) als auch östlich entlang Årstaviken (Årstadalshamnen) hinzugefügt.
1998 wurde der gesamte Bahnhof abgerissen und das Gelände als Parkplatz benutzt. Ein Teil des Bahnhofsbereichs fungierte bei der Eröffnung der Tvärbana im Jahr 2000 und bis zur Erweiterung nach Alvik einige Jahre später als temporärer Abstellplatz für Züge. Die einzige Strecke, die 2018 noch übrig war, war eine Industriestrecke durch das alte Bahnhofsgebiet und weiter zur Firma Cementa am Liljeholmsviken. Teilweise unter der südlichen Liljeholmsbron befindet sich ein rotes Backsteingebäude mit einer Laderampe sowie Masten und Brücken für Freileitungen und Beleuchtung.

## Bahnbetriebswerk und Hauptwerkstätte der Statens Järnvägar

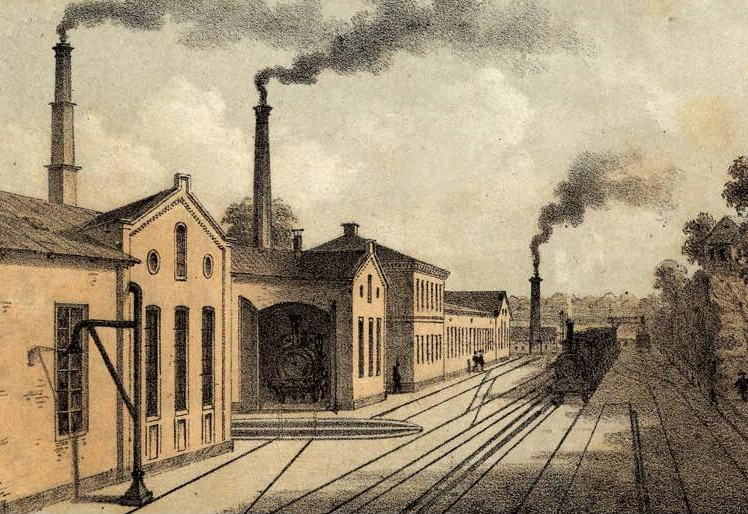
Mechanische Werkstatt, etwa 1890

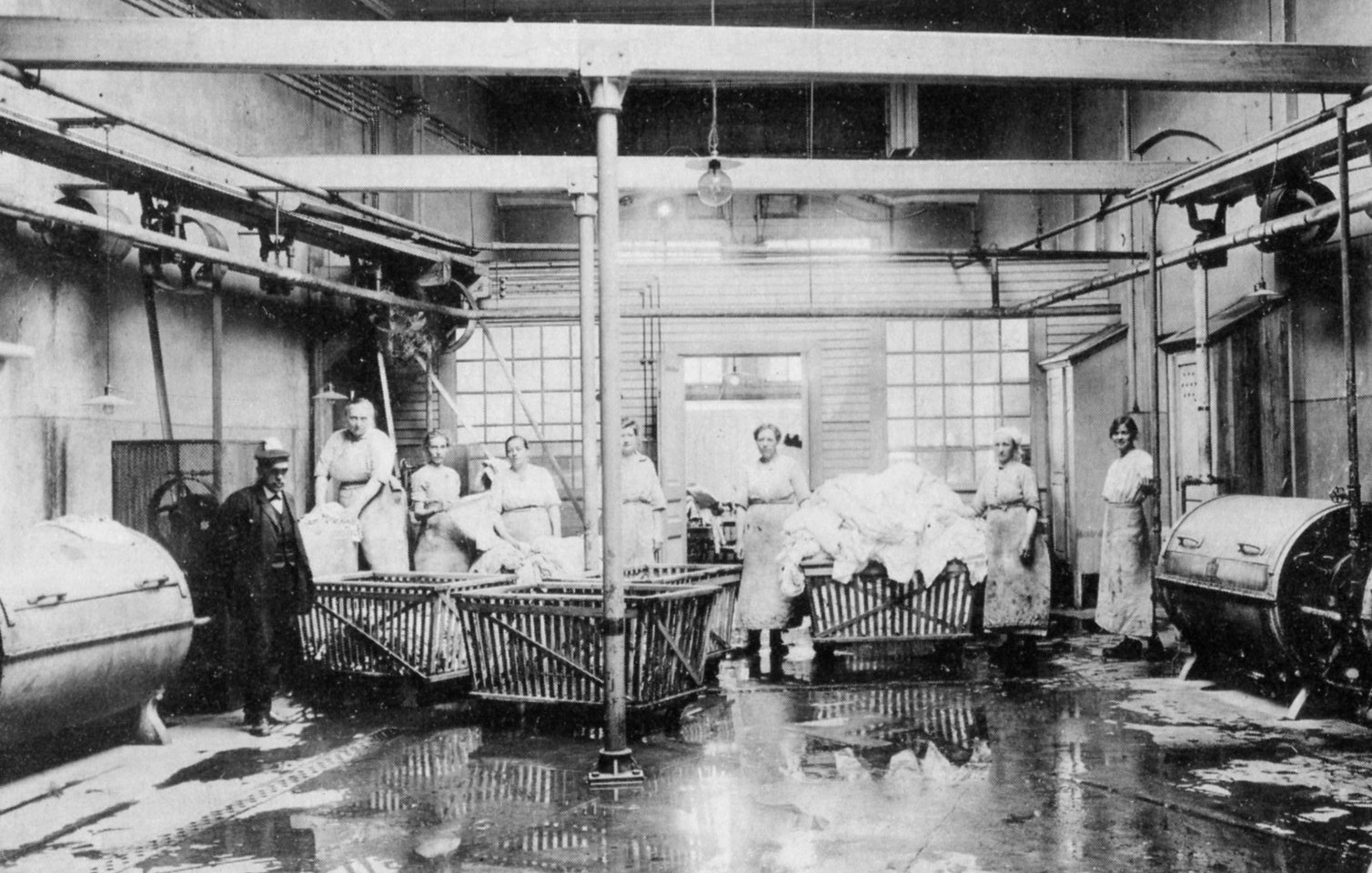
Wäscherei in der Hauptwerkstätte

Am Bahnhof von Liljeholmen wurde zwischen 1860 und 1862 Schwedens erste zentrale Werkstatt für die Reparatur von Lokomotiven und Wagen gebaut. Die Werkstätten von SJ wurden Mitte der 1860er Jahre erweitert. Im Laufe der Zeit entstanden Werkstattgebäude, eine Lokleitung, eine Telegraphenwerkstatt, ein Lokschuppen, Lagergebäude sowie Büro- und Übernachtungsräume.
Für die Lokomotiven und Wagen waren Abstellgleise vorhanden. Mit einer Drehscheibe konnten die Stände in dem halbkreisförmigen Lokschuppen erreicht werden.
Für das Waschen der Wäsche für die Schlafwagen wurde eine große Wäscherei errichtet. 1895 hatte die Werkstätte 324 Mitarbeiter und war Liljeholmens größtes Unternehmen. Das Werk zog weitere Unternehmen an, die sich auf die Zulieferung konzentrierten. Unter ihnen waren Maryviks Filtfabrik, die Schmierstoffe und Fauwques Cokesfabrik, die Koks herstellte.
Nach der Einstellung des Personenverkehrs 1929 wurden die Werkstätten in Liljeholmen schrittweise geschlossen. 1929–1930 wurde die Wäscherei nach Hagalund, gleichzeitig Teile des Reparaturaktivitäten nach Tomteboda verlegt. 1931 zogen die restlichen Werkstätten um und andere Unternehmen siedelten sich an.

### Umgebung

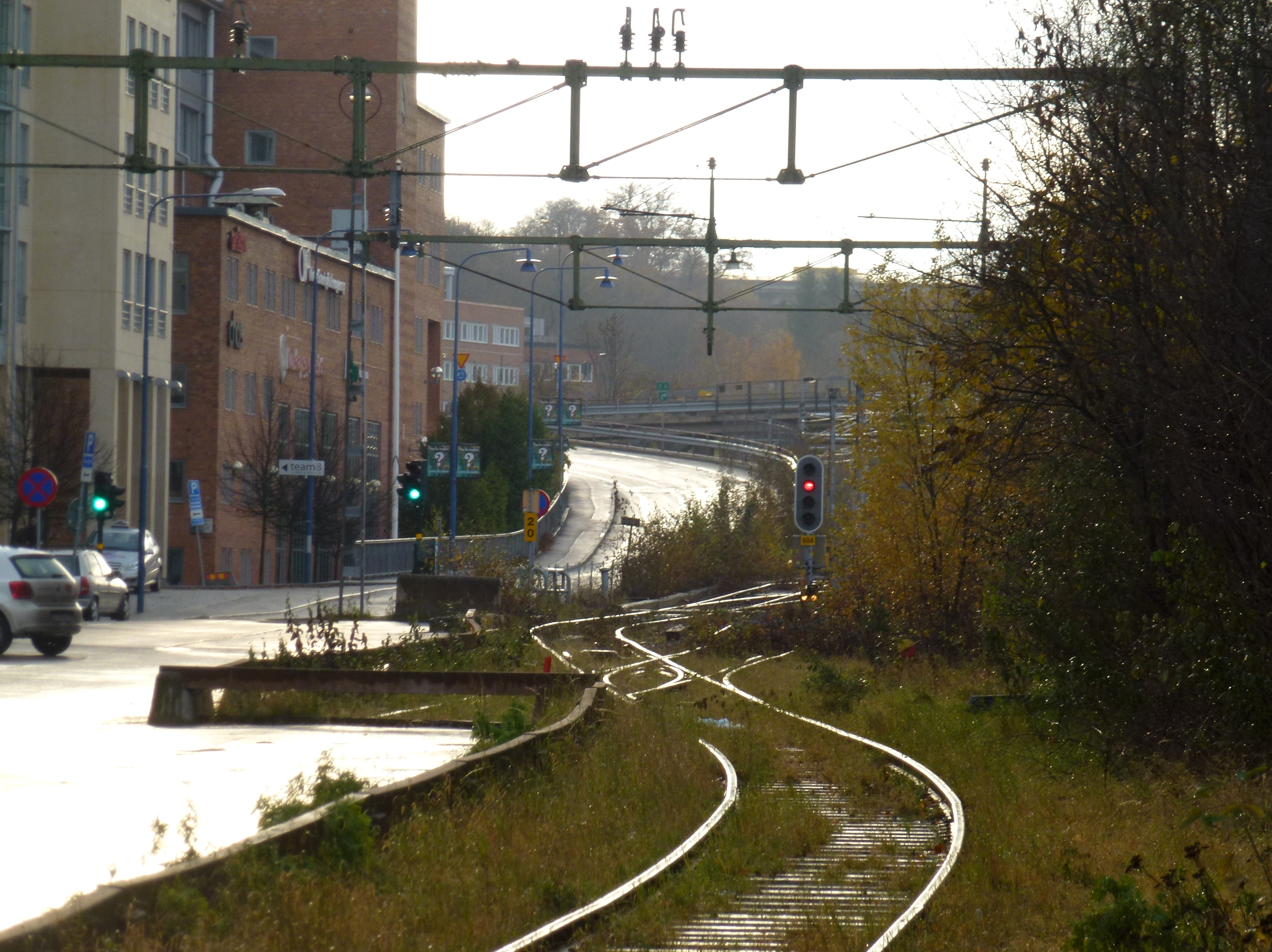
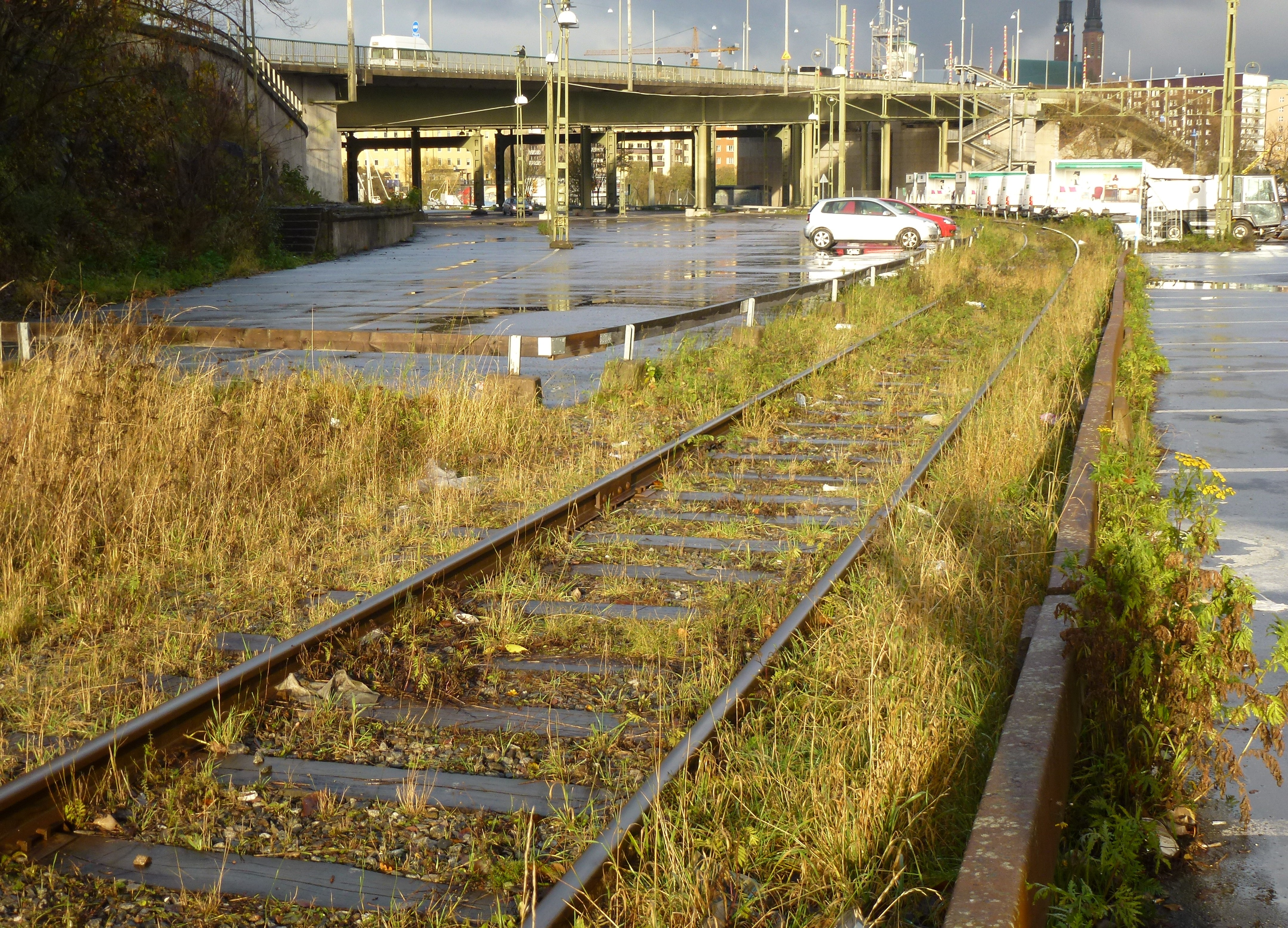
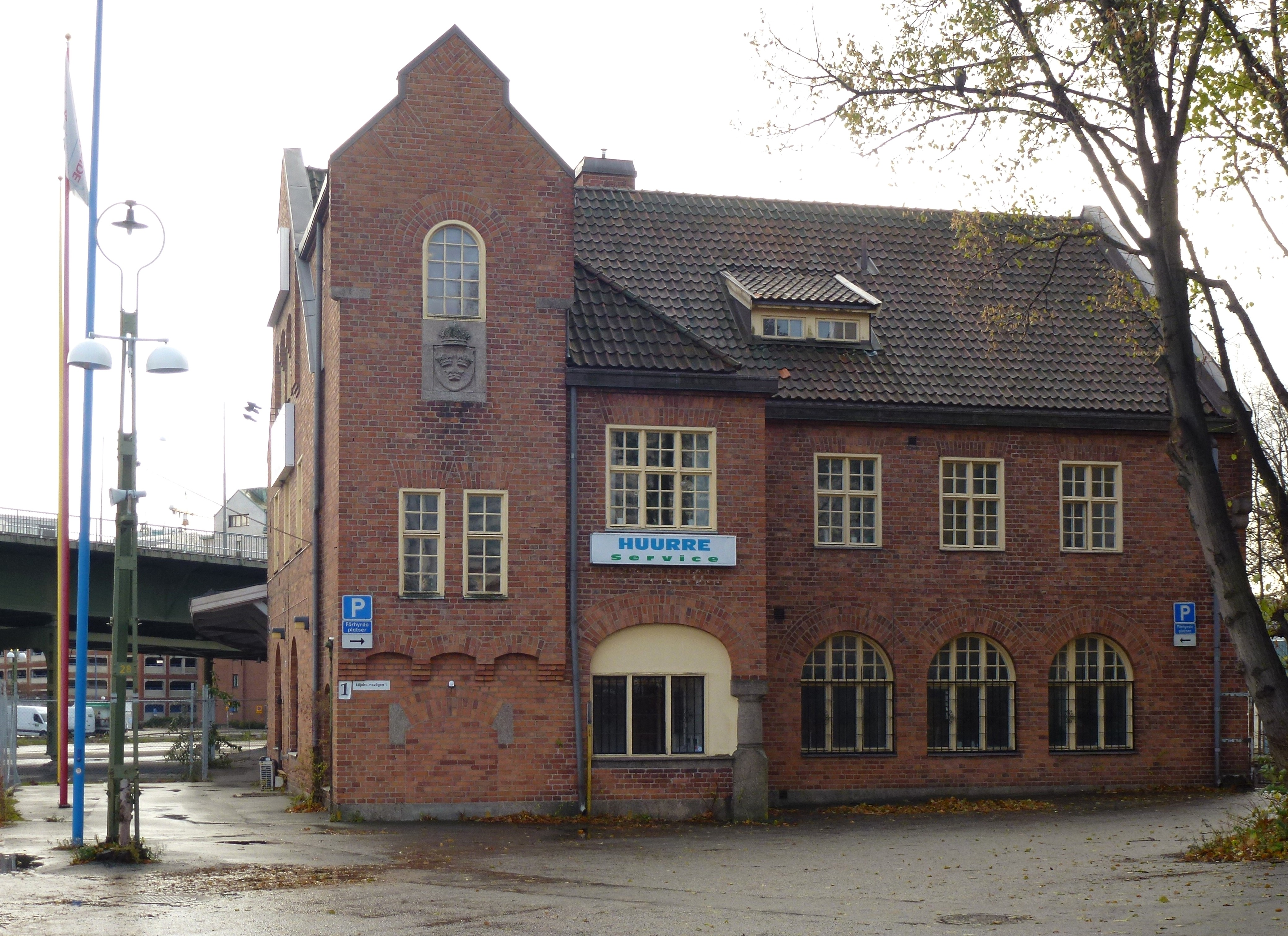
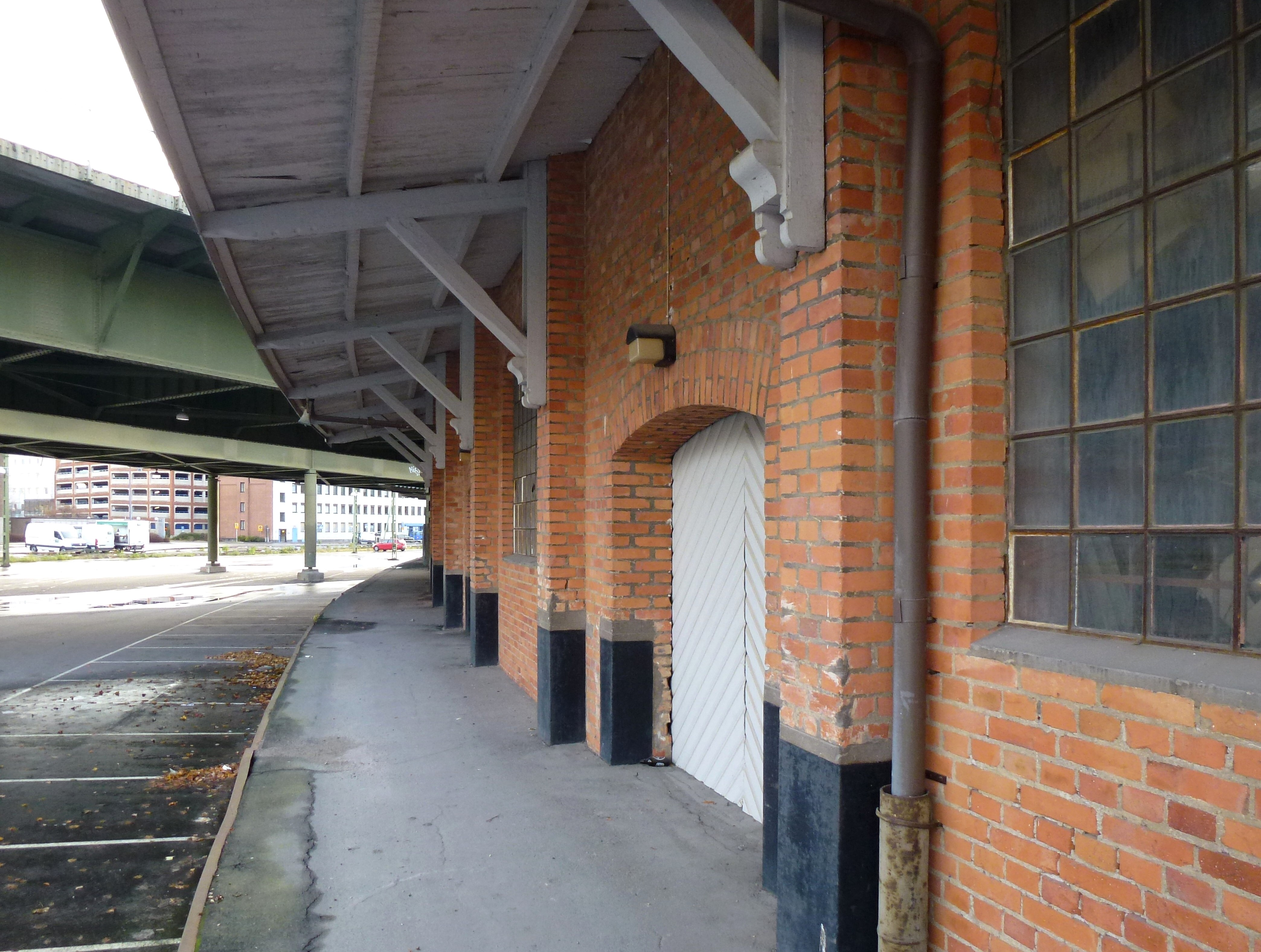

### Details

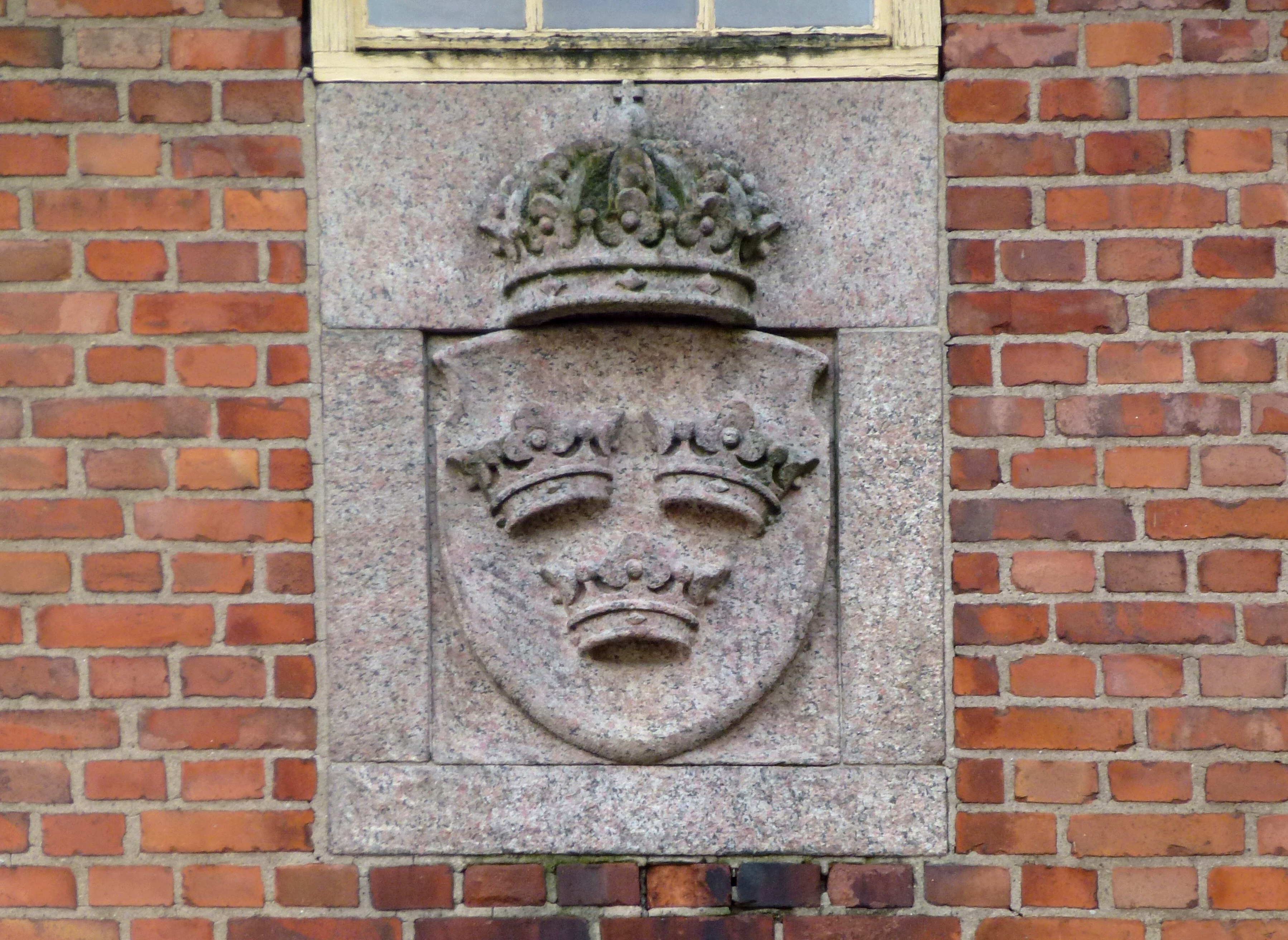
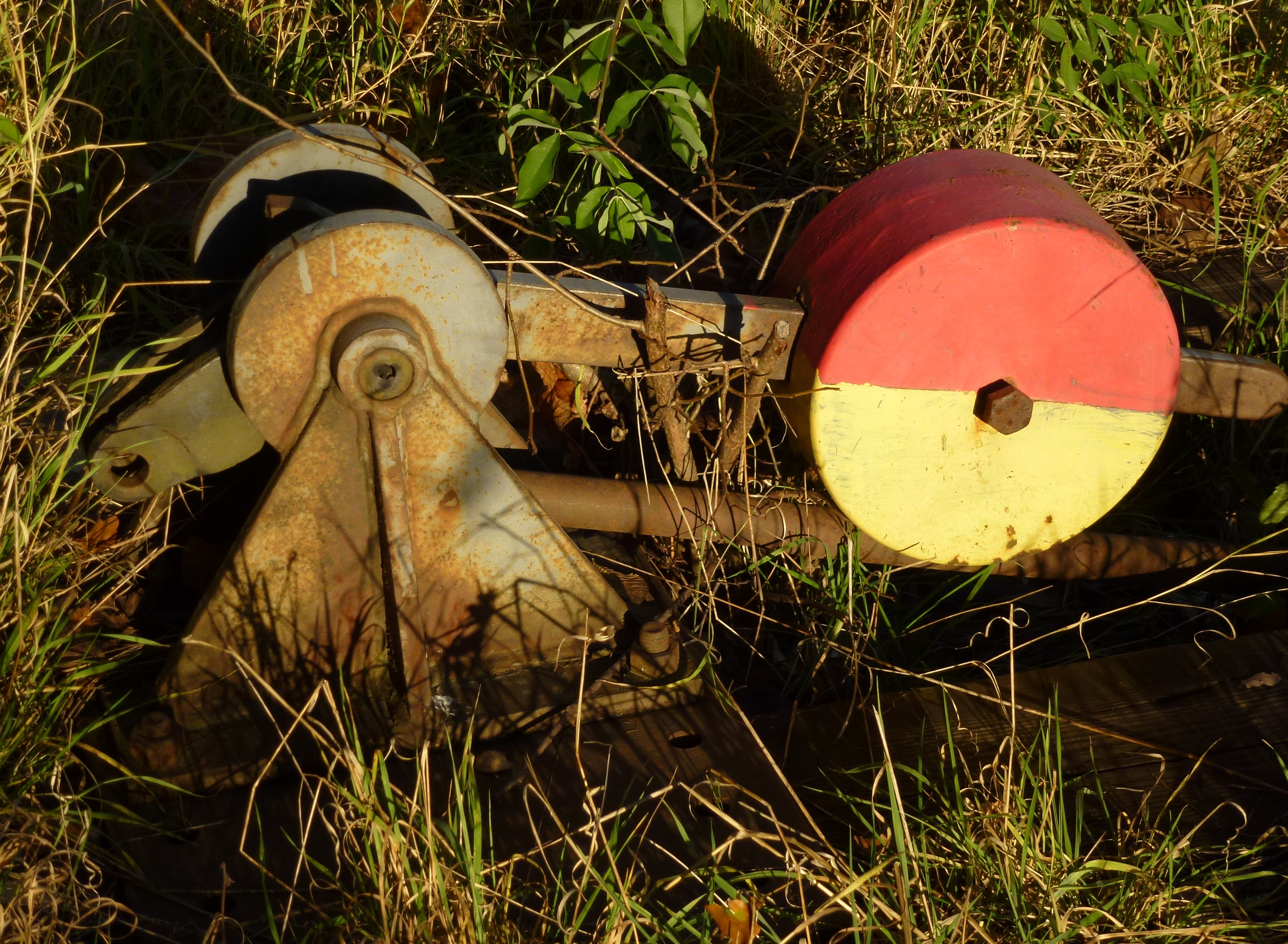
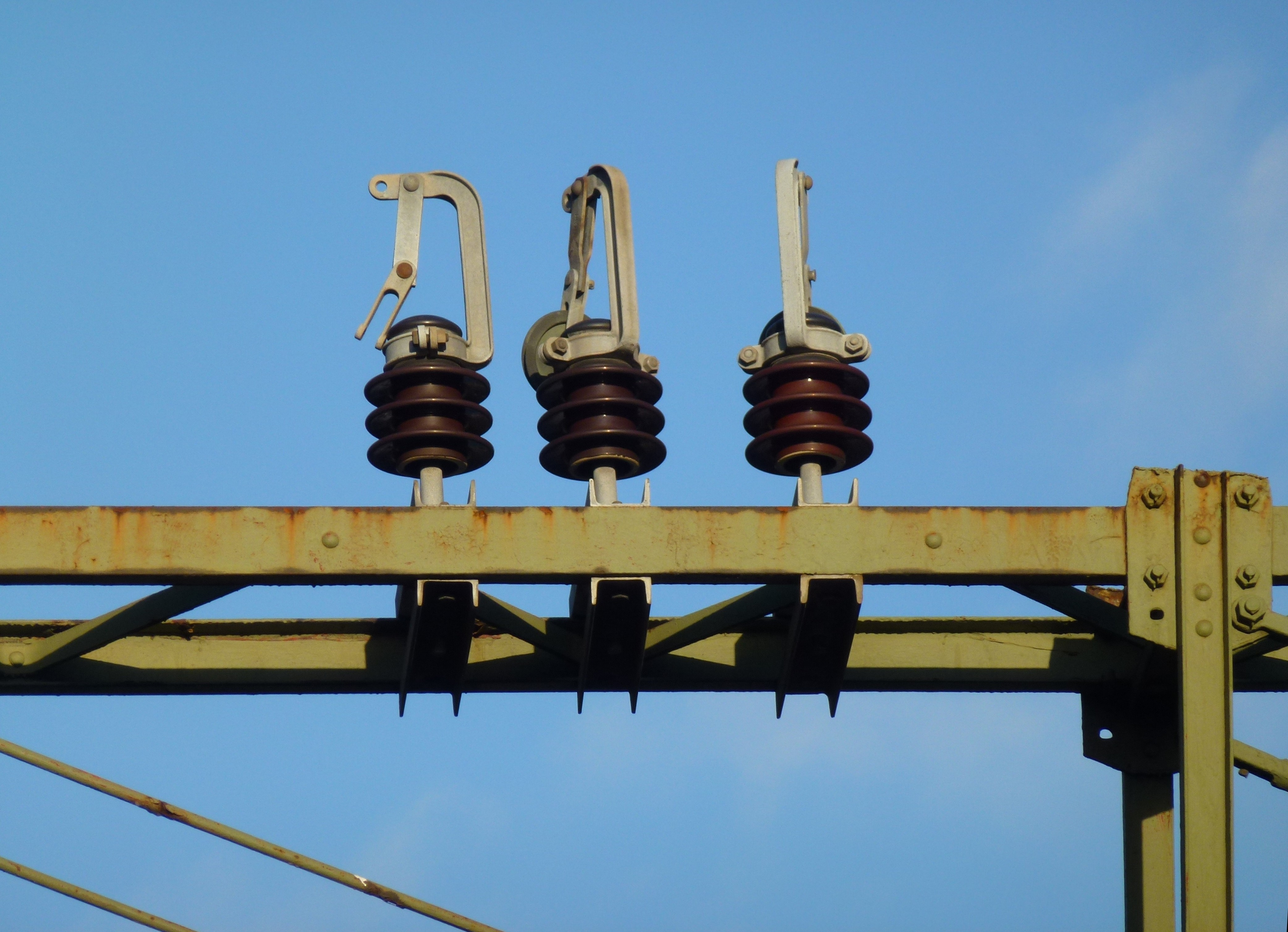
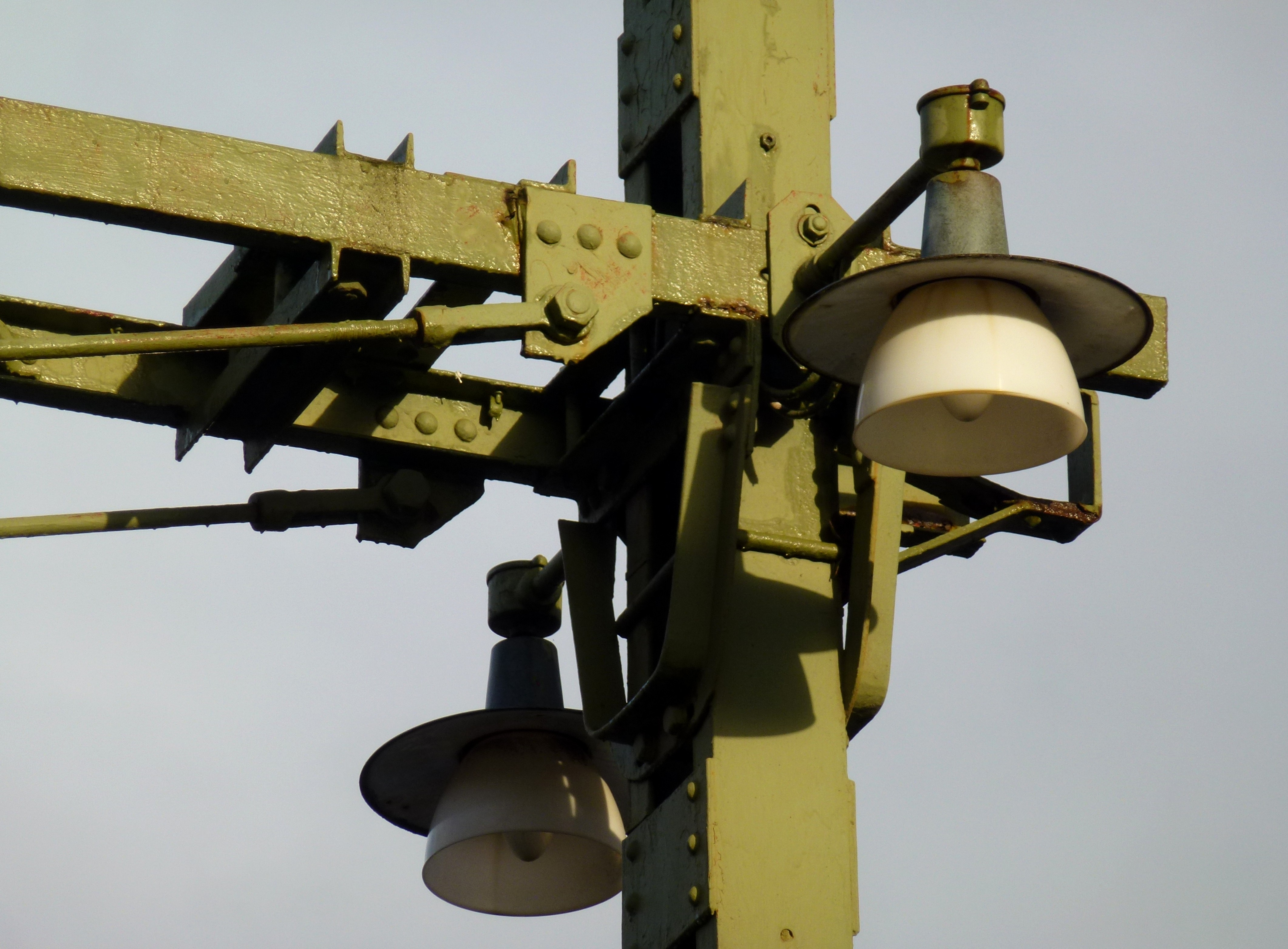

## Gegenwart
Das Gebiet zwischen den Gleisen und Årstaviken heißt jetzt Marievik, das in den 1980er Jahren sein heutiges Aussehen erhielt und aus Büro- und Industriegebäuden besteht. Zu den interessanten Objekten gehört Marievik 15, das Liljeholmsbron am nächsten liegt. Marievik 15 wurde 1980 von den Architekten Anders Berg und Erik Thelaus geschaffen und vom Stockholmer Stadtmuseum als „grün“ eingestuft, was einen hohen kulturhistorischen Wert bedeutet. 2018 war geplant, dieses Bürogebäude mit den angrenzenden Gebäuden abzureißen, um Platz für neue hohe „Portalgebäude“ mit Wohnraum zu schaffen. Der Vorschlag widerspricht jedoch teilweise den Strategien der Stadt gemäß dem Entwicklungsplan Söderstaden 2030.
Das Gelände gehört der Stadt Stockholm. In einer Vision für die Zukunft würde das gesamte alte Bahnhofsgelände mit Bürogebäuden erschlossen. Um Liljeholmen zu einem neuen zentralen Bezirk zu entwickeln, wird der Södertäljevägen seinen Autobahncharakter verlieren und in einen von Bäumen gesäumten Boulevard umgewandelt, der von neuen Gebäuden gesäumt ist.